# 8523 Bouillabaisse
8523 Bouillabaisse è un asteroide della fascia principale. Scoperto nel 1992, presenta un'orbita caratterizzata da un semiasse maggiore pari a 2,3501354 UA e da un'eccentricità di 0,1277005, inclinata di 4,53921° rispetto all'eclittica.